# فوت (یکا)
یک فوت (ph) یا عکس واحد روشنایی یا شار نوری در یک ناحیه است، که واحد SI نیست. این است که SI واحد نیست، ولی در کنار سیستم واحدهای سانتیمتر، گرم و ثانیه پیوند دارد. این نام توسط آندره بلوندل در سال ۱۹۲۱ ابداع شد.
هم‌ارزی متریک:
{\displaystyle 1\ \mathrm {phot} =1\ {\frac {\mathrm {lumen} }{\mathrm {centimeter} ^{2}}}=10,000\ {\frac {\mathrm {lumens} }{\mathrm {meter} ^{2}}}=10,000\ \mathrm {lux} =10\ \mathrm {kilolux} }
مایش متریک:
روشنایی = شدت نور × زاویهٔ فضایی / طول2